# Gazimestan

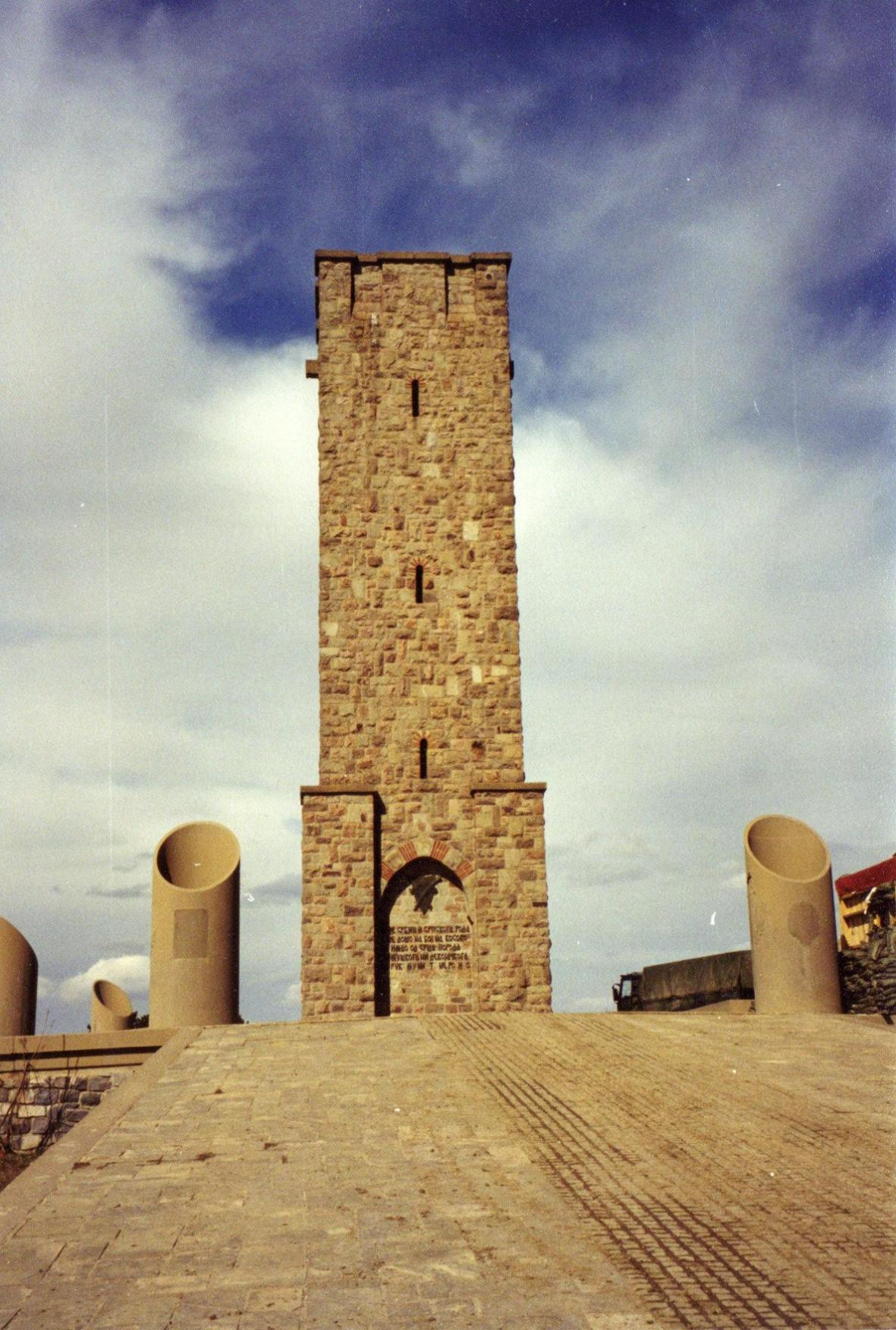
Das Denkmal der Helden des serbischen Kosovos wurde 1953 errichtet.

Gazimestan (serbisch-kyrillisch Газиместан, albanisch Monumenti Memorial i Gazimestanit) ist eine Gedenkstätte im Kosovo. Sie befindet sich am Schauplatz der Schlacht auf dem Amselfeld, in der sich am 28. Juni 1389jul. ein christliches Heer, dessen serbische Hauptkontingente von den serbischen Fürsten Lazar Hrebeljanović und Vuk Branković geführt wurden, der muslimischen osmanischen Streitkraft unter Sultan Murad I. entgegenstellte.
Die Schlacht, in der sowohl Lazar als auch Murad zu Tode kamen, war vorentscheidend für Serbiens Übergang in die Vasallenschaft des auf den Balkan vordringenden Osmanischen Reichs. In der Moderne wurde jedoch mit dem als Niederlage empfundenen Ereignis ein serbisches nationales Mythos begründet, das Amselfeld- bzw. Kosovo-Mythos. Obwohl die Schlacht ohne eindeutigen Sieger endete, da Anführer beider Streitmächte fielen, war im Ergebnis der Widerstand der serbischen Fürsten gegen einen militärischen bzw. zahlenmäßig überlegenen Gegner erstmal gebrochen. Sie mussten deshalb die Oberhoheit der osmanischen Sultane anerkennen, wodurch das serbische Restfürstentum tributpflichtig wurde, wenngleich allen voran Vuk Branković und Đurađ Branković sich auch nach der Schlacht noch lange widersetzten. Diese Schlacht wurde später zum nationalen Mythos der Serben verklärt. 1459 wurde Serbien endgültig von den Osmanen erobert und blieb bis 1804 Teil des Osmanischen Reiches.
Der 28. Juni verband sich mit anderen christlichen und heidnischen Einflüssen zu dem besonders für die Serben bedeutenden Feiertag Vidovdan, dessen Feier seit dem Ende der osmanischen Herrschaft besonders an der historischen Stätte Gazimestan auf dem Amselfeld eine hohe Symbolwirkung zukommt.
Seit dem Ende des Kosovo-Krieges 1999 steht die Feier auf dem Gazimestan wieder verstärkt in einem neuen ethnisch-nationalen oder ethnisch-religiösen Konfliktfeld zwischen albanischen und slawischen (insbesondere serbischen) Ansprüchen, wie jüngere Angriffe auf das Denkmal und die Vidovdan-Feierlichkeiten zeigen.

## Aufbau
Das Denkmal besteht zum einen aus dem von Aleksandar Deroko entworfenen und 1953 errichteten Denkmal der Helden des Kosovo, welcher einem mittelalterlichen Turm nachempfunden ist, des Weiteren aus dem Grabmal Murats, aus dem Gazimestan-Grabmal und aus einer Marmorsäule mit einer Inschrift von Stefan Lazarević, dem Sohn des in der Schlacht auf dem Amselfeld gefallenen serbischen Fürsten Lazar Hrebeljanović.

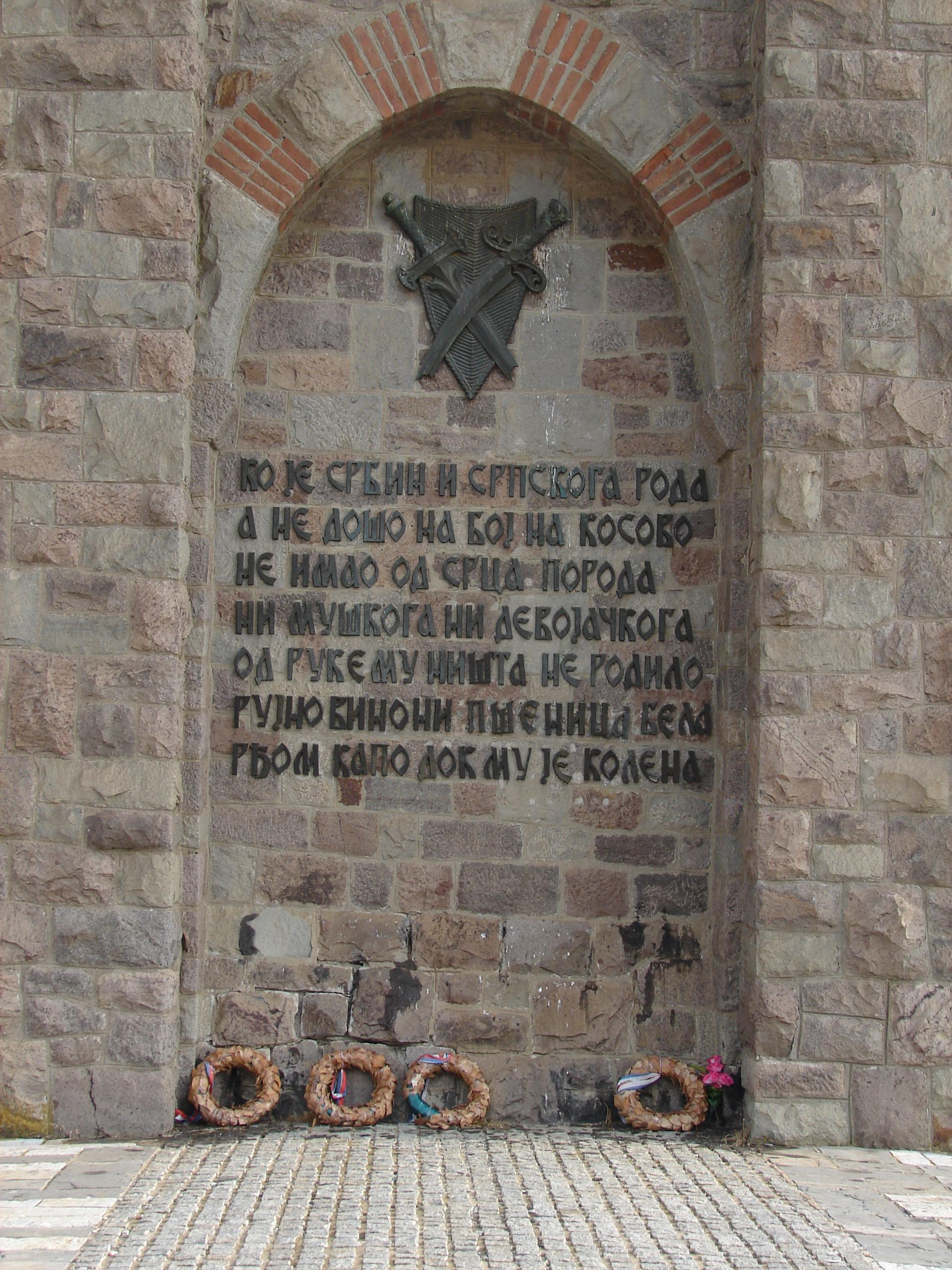
Der „Kosovo-Schwur“ des Fürsten Lazar als Inschrift am Denkmal.

 Der Turm besitzt am Sockel eine Inschrift, die dem sogenannten Kosovo-Mythos entsprungen ist. Es handelt sich um den der Legende nach vom Fürsten Lazar verfassten „Kosovo-Schwur“ aus einem Volkslied von Vuk Stefanović Karadžić. Dieser „Schwur“ für die kommenden Kämpfe besteht fast ausschließlich aus Flüchen gegen Verrat, die all denen gelten, die sich nicht an der Schlacht beteiligen würden. Die Verräter werden zu Menschen ohne Nachkommenschaft verdammt, zu für alle Zeiten Ausgestoßenen. Der Schwur erscheint als Beschwörung, um mit einer Fluchdrohung gegen den Verrat zu feien. Die meisten Lieder zum sogenannten Kosovo-Mythos wurden im Verlauf des 19. Jahrhunderts, dem Zeitalter des europäischen Nationalismus, aufgeschrieben, womit erklärt werden kann, dass sich bereits in einigen von ihnen Spuren eines Übergangs zum Nationalismus finden lassen. So werden als Grund für den Zug in die Schlacht in den Kosovo nicht mehr Treue zu Fürst und Glaube angeführt, sondern Verpflichtung gegenüber den serbischen Ahnen, dem serbischen Blut und der serbischen Erziehung, die das Fundament für den Lazar geleisteten Schwur bilden. Erst in den Liedern Karadžićs hatte sich auch Lazars Wahl zwischen ehrenvollem Tod und einem Leben in Schande zu der heute bekannten Wahl zwischen „irdischem und himmlischem Königreich“ gewandelt. Der Akzent des Schwurs im Kosovo-Mythos verschob sich weiter vom Religiösen zum Politischen, denn dem sich opfernden Helden werden nicht nur Ruhm und ewiges Leben in Aussicht gestellt. Auch für das Königreich, das den Bezugspunkt nationaler Bestrebungen darstellt, wird ewiges Fortdauern in Aussicht gestellt.
Dass es als „himmlisches“ Königreich gesehen wird, weist auf die Vorstellung seiner Latenz hin: Wie für das „Reich Gottes“ wird erwartet, dass es dereinst auf die Erde kommt und die ursprünglich gewollte gute Ordnung errichtet. Der hier am Denkmal verwendete Text Karadžićs von 1845 enthält gegenüber seiner Version von 1813 eine stärker nationalistisch geprägte Form.

## Geschichte
Am Ort dieses Denkmals hielt Slobodan Milošević am 28. Juni 1989 zur großangelegten Feier des 600. Jahrestag der Schlacht die sogenannte Amselfeld-Rede, die besonders in den Jugoslawienkriegen und im Kosovokrieg in westlichen Medien heftig kritisiert wurde und der historische Bedeutung nachgesagt wird.
Der Gedenkturm wurde nach der Ankunft der KFOR im Juni 1999 durch Legen von Sprengsätzen beschädigt. Nach einer Bestandsaufnahme der UNESCO fehlten 2003 der Inschrift einige Buchstaben und der untere Teil des Treppenaufgangs war weggesprengt, so dass der Turm nicht erstiegen werden konnte. Die kosovo-albanische paramilitärische UÇK soll im August 1999 das Denkmal der Helden des Kosovo stark beschädigt haben.
Zwei Jahre nach der Unabhängigkeitserklärung des Kosovo gab die KFOR 2010 die Bewachung des Denkmals an die örtlichen Polizeibehörden ab.
Zum Vidovdan 2012 haben kosovo-albanische Jugendliche mit Molotowcocktails und Betonblöcken einen serbischen Konvoi von Schulbussen angegriffen, der auf der Rückfahrt von der Vidovdan-Feier war. Zwei der verletzten Kinder und Jugendlichen wurden mit schweren Verletzungen am Kopf in einem Krankenhaus in der serbischen Exklave Gračanica behandelt.